# ТЕС Ескомбрерас (Iberdrola)
ТЕС Ескомбрерас (Iberdrola) – теплова електростанція на півдні Іспанії, споруджена компанією Iberdrola у індустріальній зоні Ескомбрерас на південно-східній околиці Картахени.
В 1956 – 1957 роках на майданчику станції стали до ладу три конденсаційні блоки – два перші з паровими турбінами потужністю по 70 МВт та третій з турбіною показником 140 МВт.
У 1966 та 1968 роках ТЕС підсилили ще двома паровими блоками потужністю по 289 МВт, що довело загальний показник майданчику до 858 МВт. 
В 1968-му ТЕС виробила рекордний за всю історію обсяг електроенергії – 4,1 млрд кВт-год. В той же час, з 1984 по 2000 роки станція жодного разу не змогла досягнути показника у 1 млрд кВт-год на рік.
В 2002-му три найбільш застарілі перші блоки вивели з експлуатації та демонтували, щоб звільнити місце під спорудження енергоефективного парогазового блоку комбінованого циклу потужністю 840 (за іншими даними – 831) МВт. Він має дві газові турбіни потужністю по 280 МВт, що через відповідну кількість котлів-утилізаторів живлять одну парову турбіну з показником 280 МВт.
В 2010-му вивели з експлуатації блокт 4 та 5, а в 2013-му завершили демонтаж їх обладнання.
ТЕС спорудили з розрахунку на використання мазуту, який подали на її майданчик по короткому трубопроводу від розташованого біч-о-біч з нафтопереробного заводу Ескомбрерас. Для зберігання запасу палива призначались три резерувари об’ємом по 15 тис м3 (та четвертий резервний меншого розміру). Сучасний парогазовий блок споживає природний газ, який надходить до регіону через термінал ЗПГ Картахена.
Забір води для охолодження відбувається із Середземного моря.
Видача продукції відбувається під напругою 230 кВ, 138 кВ та 66 кВ.
Можливо також відзначити, що в Ескомбрерас діють ще дві парогазові електростанції, споруджені компаніями Gas Natural Fenosa та AES.